# 瓜仁鉿金介
瓜仁鉿金介（学名：Celtia distomata）为粗面介科鉿金介屬下的一个种。